# Ischiocentra clavata
Ischiocentra clavata is een keversoort uit de familie boktorren (Cerambycidae). De wetenschappelijke naam van de soort is voor het eerst geldig gepubliceerd in 1860 door Thomson.